# Velika Lašna
Velika Lašna – wieś w Słowenii, w gminie Kamnik. W 2018 roku liczyła 134 mieszkańców.